# Aly & AJ
78violet (спочатку відомий як Aly & AJ), американський дует, що складається з двох сестер Елісон Мічалки і Аманди Мічалки, обидві з яких є авторами-виконавцями, гітаристками, і акторками. У 2004 році вони підписали контракт зі звукозаписною компанією Hollywood Records. Їх дебютний студійний альбом Into the Rush (2005) дебютував під номером 36 на американському чарті Billboard 200, а потім був золотим Американською асоціацією компанією звукозапису. Він був проданий тиражем 839 000 копій всередині країни і один мільйон по всьому світу, і додатково заробили номінації «Сучасні художники Натхненний року» номінації у 2006 році на церемонії American Music Awards. У тому ж році Aly & AJ випустили свій перший акустичний альбом Acoustic Hearts of Winter, який був проданий 110000 копіями в Сполучених Штатах.
Третій альбом Insomniatic (2007) дебютував під номером 15 у Сполучених Штатах, де в кінцевому підсумку було золотим і було продано 700000 копій. Його сингл «Potential Breakup Song» досяг номер 17 на Billboard Hot 100 і був платиновим за продажі більше одного мільйона копій. У 2009 році Aly & AJ перейменували себе як 78violet і відійшов від Hollywood Records наступного року. У липні 2013 року, вони випустили свій перший сингл за останні п'ять років, «Hothouse».

## Релігія
Дует відомий своїми християнськими переконаннями.

## Дискографія

### Альбоми
Студійні альбоми
- Into the Rush (2005)
- Acoustic Hearts of Winter (2006) (різдвяний альбом)
- Insomniatic (2007)
- A Touch of the Beat Gets You Up on Your Feet Gets You Out and Then Into the Sun (2021)

Міні-альбоми
- Ten Years (2017)
- Sanctuary (2019)

### Сингли
- 2005 — «No One»
- 2005 — «Rush»
- 2006 — «Never Far Behind»
- 2006 — «Chemicals React»
- 2006 — «Greatest Time of Year»
- 2007 — «Potential Breakup Song»
- 2008 — «Like Whoa»
- 2013 — «Hothouse»
- 2017 — «Take Me»
- 2017 — «I Know»
- 2018 — «Good Love»

## Відеокліпи
| Рік  | Назва                     | Режисер           |
| ---- | ------------------------- | ----------------- |
| 2005 | «Do You Believe in Magic» |                   |
| 2005 | «No One»                  |                   |
| 2005 | «Walking on Sunshine»     |                   |
| 2006 | «Rush»                    | Marc Webb         |
| 2006 | «On the Ride»             |                   |
| 2006 | «Chemicals React»         | Chris Applebaum   |
| 2006 | «Greatest Time of Year»   | Declan Whitebloom |
| 2007 | «Potential Breakup Song»  | Chris Applebaum   |
| 2007 | «Like Whoa»               | Scott Speer       |
| 2013 | «Hothouse»                | Stephen Ringer    |
| 2017 | «Take Me»                 | Alex Ross Perry   |